# All-Star Game de la NBA 2025
El All-Star Game de la NBA de 2025 fue la septuagésima cuarta edición del partido de las estrellas de la NBA, que en esta ocasión tuvo un formato de torneo entre cuatro equipos. Tuvo lugar el 16 de febrero de 2025 en el Chase Center de San Francisco, California, sede de los Golden State Warriors. Fue la cuarta vez que los Warriors fueron anfitriones del partido y la primera desde el año 2000, cuando el All-Star se disputó en el Oakland Arena de Oakland, California. Los Warriors también fueron anfitriones del partido en 1960, como los Philadelphia Warriors en el Convention Hall de Filadelfia y en 1967, como los San Francisco Warriors en el Cow Palace de Daly City. Esta fue la primera vez que el All-Star Game de la NBA se celebró en San Francisco. Fue televisado a nivel nacional por TNT por 23.º y último año consecutivo, antes de regresar a la NBC (que transmitió el partido durante 11 años antes de que TNT se hiciera cargo de la cobertura) en la siguiente temporada.

## Novedades

### Cambio de formato
El 17 de diciembre de 2024, la NBA anunció que el All-Star utilizaría un formato de torneo de cuatro equipos, similar al formato utilizado por el Rising Stars Challenge desde 2022. Cada uno de los equipos estaría compuesto por ocho jugadores, con el grupo tradicional de estrellas seleccionadas para los primeros tres equipos por los analistas de NBA en TNT Charles Barkley, Shaquille O'Neal y Kenny Smith, (quienes serán los general managers honorarios de cada equipo, que se conocerán como Team Chuck, Team Shaq y Team Kenny, respectivamente). El cuarto equipo en el torneo será el ganador del Rising Stars Challenge, siendo su manager general honoraria Candace Parker (y por lo tanto conocida como Equipo Candace). Los entrenadores principales de cada equipo serían elegidos entre los cuerpos técnicos de los equipos con los mejores récords de temporada regular en cada conferencia, según los partidos disputados hasta el 2 de febrero de 2025. El entrenador del mejor equipo de cada conferencia entrenaría a uno de los equipos All-Star, mientras que su entrenador asistente entrenaría al equipo All-Star restante o al ganador del Rising Stars. Los tres partidos (dos semifinales y la final) finalizarían cuando un equipo alcance una puntuación de 40 puntos, siendo dicho equipo el ganador.

## All-Star Game

### Entrenadores
Mark Daigneault, entrenador del líder de la Conferencia Oeste, Oklahoma City Thunder, obtuvo un puesto de entrenador el 19 de enero. Kenny Atkinson, entrenador del líder de la Conferencia Este, Cleveland Cavaliers, obtuvo un puesto de entrenador el 23 de enero. Un entrenador asistente de los Cavaliers y uno de los Thunder ocuparon los dos puestos de entrenador restantes.

### Jugadores
Los titulares del All-Star Game se anunciaron el 23 de enero de 2025. Donovan Mitchell de los Cleveland Cavaliers y Jalen Brunson de los New York Knicks fueron anunciados como los bases titulares en el Este, obteniendo su sexta y segunda participación en el evento respectivamente. Giannis Antetokounmpo de los Milwaukee Bucks y Jayson Tatum de los Boston Celtics fueron nombrados titulares del frontcourt en el Este, logrando su novena y sexta participación respectivamente. Como pívot del Este se sumó Karl-Anthony Towns de los New York Knicks, su quinta selección.
En el Oeste, Shai Gilgeous-Alexander de Oklahoma City Thunder y Stephen Curry de los Golden State Warriors fueron nombrados para el backcourt titular, obteniendo su tercera y undécima aparición en el All-Star respectivamente. En el frontcourt, Kevin Durant de los Phoenix Suns y LeBron James de Los Angeles Lakers fueron nombrados para su 15.ª y 21.ª aparición en el Juego de Estrellas, respectivamente. La vigésimo primera selección de James para el All-Star aumentó su récord de la NBA de más selecciones para el All-Star. Con su elección, James también se suma a la corta lista de jugadores con 21 o más selecciones para el All-Star en diferentes deportes, que incluye al jugador de hockey del Salón de la Fama Gordie Howe y a los miembros del Salón de la Fama del Béisbol Hank Aaron, Willie Mays y Stan Musial. Completando el equipo del Oeste está Nikola Jokić de los Denver Nuggets, obteniendo su séptima selección. El 30 de enero fueron anunciado el resto de jugadores, los reservas.
| Pos                                              | Jugador               | Equipo              | N.º de selec.    |
| Quinteto inicial                                 | Quinteto inicial      | Quinteto inicial    | Quinteto inicial |
| ------------------------------------------------ | --------------------- | ------------------- | ---------------- |
| G                                                | Jalen Brunson         | New York Knicks     | 2                |
| G                                                | Donovan Mitchell      | Cleveland Cavaliers | 6                |
| F                                                | Jayson Tatum          | Boston Celtics      | 6                |
| F                                                | Giannis Antetokounmpo | Milwaukee Bucks     | 9                |
| C                                                | Karl-Anthony Towns    | New York Knicks     | 5                |
| Reservas                                         |                       |                     |                  |
| G                                                | Jaylen Brown          | Boston Celtics      | 4                |
| G                                                | Cade Cunningham       | Detroit Pistons     | 1                |
| G                                                | Darius Garland        | Cleveland Cavaliers | 2                |
| G                                                | Tyler Herro           | Miami Heat          | 1                |
| G                                                | Damian Lillard        | Milwaukee Bucks     | 9                |
| F                                                | Evan Mobley           | Cleveland Cavaliers | 1                |
| F                                                | Pascal Siakam         | Indiana Pacers      | 3                |
| Reemplazos                                       |                       |                     |                  |
| G                                                | Trae Young            | Atlanta Hawks       | 4                |
| Entrenador: Kenny Atkinson (Cleveland Cavaliers) |                       |                     |                  |

| Pos                                                 | Jugador                 | Equipo                 | N.º de selec.    |
| Quinteto inicial                                    | Quinteto inicial        | Quinteto inicial       | Quinteto inicial |
| --------------------------------------------------- | ----------------------- | ---------------------- | ---------------- |
| G                                                   | Shai Gilgeous-Alexander | Oklahoma City Thunder  | 3                |
| G                                                   | Stephen Curry           | Golden State Warriors  | 11               |
| F                                                   | LeBron James            | Los Angeles Lakers     | 21               |
| F                                                   | Kevin Durant            | Phoenix Suns           | 15               |
| C                                                   | Nikola Jokić            | Denver Nuggets         | 7                |
| Reservas                                            |                         |                        |                  |
| G                                                   | Anthony Edwards         | Minnesota Timberwolves | 3                |
| G                                                   | James Harden            | Los Angeles Clippers   | 11               |
| F                                                   | Jaren Jackson Jr.       | Memphis Grizzlies      | 2                |
| F                                                   | Jalen Williams          | Oklahoma City Thunder  | 1                |
| C                                                   | Anthony Davis           | Los Angeles Lakers     | 10               |
| C                                                   | Alperen Şengün          | Houston Rockets        | 1                |
| C                                                   | Victor Wembanyama       | San Antonio Spurs      | 1                |
| Reemplazos                                          |                         |                        |                  |
| G                                                   | Kyrie Irving            | Dallas Mavericks       | 9                |
| Entrenador: Mark Daigneault (Oklahoma City Thunder) |                         |                        |                  |

### Torneo
|  | Semifinales   | Semifinales |              |     | Final | Final |  |
|  |               |             |              |     |       |       |  |
|  |               |             |              |     |       |       |  |
|  | OGs           | 42          |              |     |       |       |  |
|  | OGs           | 42          |              |     |       |       |  |
|  | Rising Stars* | 35          |              |     |       |       |  |
|  | Rising Stars* | 35          |              | OGs | 41    |       |  |
|  |               |             |              | OGs | 41    |       |  |
|  |               |             | Global Stars | 25  |       |       |  |
|  | Young Stars   | 32          | Global Stars | 25  |       |       |  |
|  | Young Stars   | 32          |              |     |       |       |  |
|  | Global Stars  | 41          |              |     |       |       |  |
|  | Global Stars  | 41          |              |     |       |       |  |
|  |               |             |              |     |       |       |  |

*Team Chris, ganadores del Rising Stars Challenge.

### Semifinales
| 16 de febrero | Young Stars                                                            | 32–41                | Global Stars                                            |  |  |
|               |                                                                        |                      |                                                         |  |  |
|               | Estadísticas Mobley, Garland, Herro 6 Jackson Jr. 2 Brunson, Garland 3 | Reporte Pts Reb Asts | Estadísticas Gilgeous-Alexander 12 Wembanyama 4 Young 5 |  |  |

| 16 de febrero | Rising Stars                                      | 35–42                | OGs                                     |  |  |
|               |                                                   |                      |                                         |  |  |
|               | Estadísticas Dunn, Knecht 8 Thompson 3 Thompson 4 | Reporte Pts Reb Asts | Estadísticas Lillard 9 Curry 6 Durant 3 |  |  |

### Final
| 16 de febrero | OGs                                    | 41–25                | Global Stars                                                       |  |  |
|               |                                        |                      |                                                                    |  |  |
|               | Estadísticas Tatum 15 Curry 4 Harden 4 | Reporte Pts Reb Asts | Estadísticas Wembanyama 11 Jokić, Towns 4 Jokić, Mitchell, Young 2 |  |  |

Los OG de Shaq ganaron el minitorneo con una victoria por 41-25 sobre los Global Stars de Chuck. Curry anotó 12 puntos, incluidos tres en un tiro desde media cancha, y fue nombrado MVP del All-Star.

## All Star Weekend

### Rising Stars Challenge
El 28 de enero se anunciaron los participantes en el torneo, que formaron cuatro equipos, además de los entrenadores.
Entrenadores
Jugadores
| Jugador            | Equipo               |
| ------------------ | -------------------- |
| Bub Carrington     | Washington Wizards   |
| Stephon Castle     | San Antonio Spurs    |
| Tristan da Silva   | Orlando Magic        |
| Zach Edey          | Memphis Grizzlies    |
| Dalton Knecht      | Los Angeles Lakers   |
| Jared McCain       | Philadelphia 76ers   |
| Yves Missi         | New Orleans Pelicans |
| Zaccharie Risacher | Atlanta Hawks        |
| Alex Sarr          | Washington Wizards   |
| Jaylen Wells       | Memphis Grizzlies    |

| Jugador              | Equipo                 |
| -------------------- | ---------------------- |
| Bilal Coulibaly      | Washington Wizards     |
| Gradey Dick          | Toronto Raptors        |
| Keyonte George       | Utah Jazz              |
| Scoot Henderson      | Portland Trail Blazers |
| Trayce Jackson-Davis | Golden State Warriors  |
| Jaime Jaquez Jr.     | Miami Heat             |
| Dereck Lively II     | Dallas Mavericks       |
| Brandon Miller       | Charlotte Hornets      |
| Amen Thompson        | Houston Rockets        |
| Cason Wallace        | Oklahoma City Thunder  |
| Victor Wembanyama    | San Antonio Spurs      |

| Jugador        | Equipo                   |
| -------------- | ------------------------ |
| JD Davison     | Maine Celtics            |
| Mac McClung    | Osceola Magic            |
| Bryce McGowens | Rip City Remix           |
| Leonard Miller | Iowa Wolves              |
| Dink Pate      | Mexico City Capitanes    |
| Reed Sheppard  | Rio Grande Valley Vipers |
| Pat Spencer    | Santa Cruz Warriors      |

Equipos
| Pos.                                | Jugador              | Equipo                | R/S/GL     |
| ----------------------------------- | -------------------- | --------------------- | ---------- |
| G                                   | Stephon Castle       | San Antonio Spurs     | Rookies    |
| F                                   | Ryan Dunn            | Phoenix Suns          | Rookies    |
| F                                   | Zach Edey            | Memphis Grizzlies     | Rookies    |
| G                                   | Keyonte George       | Utah Jazz             | Sophomores |
| F                                   | Trayce Jackson-Davis | Golden State Warriors | Sophomores |
| G                                   | Dalton Knecht        | Los Angeles Lakers    | Rookies    |
| G                                   | Jaylen Wells         | Memphis Grizzlies     | Rookies    |
| Entrenador honorífico: Chris Mullin |                      |                       |            |
| Entrenador:                         |                      |                       |            |

| Pos.                                | Jugador            | Equipo                | R/S/GL     |
| ----------------------------------- | ------------------ | --------------------- | ---------- |
| G                                   | Anthony Black      | Orlando Magic         | Sophomores |
| F                                   | Tristan da Silva   | Orlando Magic         | Rookies    |
| G                                   | Gradey Dick        | Toronto Raptors       | Sophomores |
| F                                   | Jaime Jaquez Jr.   | Miami Heat            | Sophomores |
| F                                   | Zaccharie Risacher | Atlanta Hawks         | Rookies    |
| F                                   | Alex Sarr          | Washington Wizards    | Rookies    |
| G                                   | Cason Wallace      | Oklahoma City Thunder | Sophomores |
| Entrenador honorífico: Tim Hardaway |                    |                       |            |
| Entrenador:                         |                    |                       |            |

| Pos.                                  | Jugador         | Equipo                 | R/S/GL     |
| ------------------------------------- | --------------- | ---------------------- | ---------- |
| F                                     | Toumani Camara  | Portland Trail Blazers | Sophomores |
| G                                     | Bub Carrington  | Washington Wizards     | Rookies    |
| G                                     | Bilal Coulibaly | Washington Wizards     | Sophomores |
| G                                     | Scoot Henderson | Portland Trail Blazers | Sophomores |
| F                                     | Yves Missi      | New Orleans Pelicans   | Rookies    |
| G                                     | Amen Thompson   | Houston Rockets        | Sophomores |
| F                                     | Ausar Thompson  | Detroit Pistons        | Sophomores |
| Entrenador honorífico: Mitch Richmond |                 |                        |            |
| Entrenador:                           |                 |                        |            |

| Pos.                              | Jugador        | Equipo                   | R/S/GL   |
| --------------------------------- | -------------- | ------------------------ | -------- |
| G                                 | JD Davison     | Maine Celtics            | G League |
| G                                 | Mac McClung    | Osceola Magic            | G League |
| F                                 | Bryce McGowens | Rip City Remix           | G League |
| F                                 | Leonard Miller | Iowa Wolves              | G League |
| G                                 | Dink Pate      | Mexico City Capitanes    | G League |
| G                                 | Reed Sheppard  | Rio Grande Valley Vipers | G League |
| G                                 | Pat Spencer    | Santa Cruz Warriors      | G League |
| Entrenador honorífico: Jeremy Lin |                |                          |          |
| Entrenador:                       |                |                          |          |

|  | Semifinales   | Semifinales   |            |    | Final | Final |
|  |               |               |            |    |       |       |
|  |               |               |            |    |       |       |
|  |               |               |            |    |       |       |
|  | Team Chris    | 40            |            |    |       |       |
|  | Team Chris    | 40            |            |    |       |       |
|  | Team Tim      | 34            |            |    |       |       |
|  | Team Tim      | 34            | Team Chris | 25 |       |       |
|  |               |               | Team Chris | 25 |       |       |
|  |               | Team G League | 14         |    |       |       |
|  | Team G League | Team G League | 14         | 40 |       |       |
|  | Team G League |               |            | 40 |       |       |
|  | Team Mitch    | 39            |            |    |       |       |
|  | Team Mitch    | 39            |            |    |       |       |

### Celebrity Game
El Celebrity Game se llevó a cabo el viernes 14 de febrero de 2025 en el Oakland Arena en Oakland, California, con la leyenda de la NFL Jerry Rice y la leyenda de la MLB Barry Bonds como entrenadores honorarios. Se introdujeron nuevamente las reglas de "Crunch Time" (cada equipo recibe la posibilidad de activar dos minutos de puntos dobles) y de la línea de cuatro puntos.
| 14 de febrero de 2025 | Team Bonds                                                                     | 66–55                                 | Team Rice                                            |                                                               |  |
| 7:00 pm ET            | Parciales: 10–10, 21–15, 16–10, 19–20                                          | Parciales: 10–10, 21–15, 16–10, 19–20 | Parciales: 10–10, 21–15, 16–10, 19–20                |                                                               |  |
|                       | Estadísticas Rome Flynn 22 Flynn, Baron Davis, Tucker Halpern 8 Flynn, Davis 5 | Reporte Pts Reb Asts                  | Estadísticas Terrell Owens 18 Owens 6 Walker Hayes 4 | Pabellón: Oakland Arena, Oakland, California Televisión: ESPN |  |

Participantes
| Jugaror(a)                                          | Profesión                       |
| --------------------------------------------------- | ------------------------------- |
| Kai Cenat (2)                                       | streamer, YouTuber e influencer |
| Baron Davis                                         | Antiguo jugador de la NBA       |
| Rome Flynn                                          | Actor                           |
| Allisha Gray                                        | Jugadora de la WNBA             |
| Mickey Guyton                                       | Cantante, compositor            |
| Tucker Halpern                                      | Músico                          |
| Noah Kahan                                          | Cantante, compositor            |
| Danny Ramirez                                       | Actor                           |
| Masai Russell                                       | Atleta olímpico                 |
| Pablo Schreiber                                     | Actor                           |
| Dylan Wang                                          | Actor                           |
| Entrenador: Barry Bonds (Antiguo jugador de la MLB) |                                 |
| Entrenador asistente: 2 Chainz (rapero y actor)     |                                 |

| Jugaror(a)                                         | Profesión                      |
| -------------------------------------------------- | ------------------------------ |
| Matt Barnes                                        | Antiguo jugador de la NBA      |
| Bayley                                             | Luchador profesional           |
| Chris Brickley                                     | Entrenador de baloncesto       |
| AP Dhillon                                         | Cantante y compositor          |
| Druski                                             | comediante, actor e influencer |
| Walker Hayes (2)                                   | Cantante, compositor           |
| Shelby McEwen                                      | Atleta olímpica                |
| Terrell Owens                                      | Antiguo jugador de la NFL      |
| Shaboozey                                          | Cantante, compositor           |
| Oliver Stark                                       | Actor                          |
| Kayla Thornton                                     | Jugadora de la WNBA            |
| Entrenador: Jerry Rice (Antiguo jugador de la NFL) |                                |
| Entrenador asistente: Khaby Lame (YouTuber)        |                                |

### Slam Dunk Contest
| Pos. | Jugador           | Equipo            | Altura          | Peso           | Primera ronda  | Ronda final    |
| ---- | ----------------- | ----------------- | --------------- | -------------- | -------------- | -------------- |
| G    | Mac McClung       | Orlando Magic     | 1,88 m (6′ 2″)  | 84 kg (185 lb) | 100 (50+50)    | 100 (50+50)    |
| G    | Stephon Castle    | San Antonio Spurs | 1,98 m (6′ 6″)  | 98 kg (216 lb) | 95 (47.2+47.8) | 99.6 (49.6+50) |
| G    | Andre Jackson Jr. | Milwaukee Bucks   | 1,98 m (6′ 6″)  | 95 kg (209 lb) | 88.8 (43.8+45) |                |
| F    | Matas Buzelis     | Chicago Bulls     | 2,08 m (6′ 10″) | 95 kg (209 lb) | 87.4 (40+47.4) |                |

### Three Point Contest
El 7 de febrero se anunciaron los participantes al concurso de triples.
| Pos. | Jugador         | Equipo                | Altura         | Peso            | Primera ronda | Ronda final |
| ---- | --------------- | --------------------- | -------------- | --------------- | ------------- | ----------- |
| G    | Tyler Herro     | Miami Heat            | 1,96 m (6′ 5″) | 90 kg (198 lb)  | 19            | 24          |
| G    | Buddy Hield     | Golden State Warriors | 1,93 m (6′ 4″) | 100 kg (220 lb) | 31            | 23          |
| G    | Darius Garland  | Cleveland Cavaliers   | 1,85 m (6′ 1″) | 87 kg (191 lb)  | 24            | 19          |
| G    | Jalen Brunson   | New York Knicks       | 1,88 m (6′ 2″) | 86 kg (189 lb)  | 18            | DNQ         |
| G    | Damian Lillard  | Milwaukee Bucks       | 1,88 m (6′ 2″) | 88 kg (194 lb)  | 18            | DNQ         |
| G    | Cade Cunningham | Detroit Pistons       | 1,98 m (6′ 6″) | 100 kg (220 lb) | 16            | DNQ         |
| F    | Cameron Johnson | Brooklyn Nets         | 2,03 m (6′ 8″) | 95 kg (209 lb)  | 14            | DNQ         |
| G    | Norman Powell   | Los Angeles Clippers  | 1,93 m (6′ 4″) | 98 kg (216 lb)  | 14            | DNQ         |

### Skills Challenge
El 7 de febrero de 2025, se anunciaron los cuatro equipos participantes al concurso Kia Skills Challenge:
| Pos. | Jugador          | Equipo              |
| ---- | ---------------- | ------------------- |
| G    | Donovan Mitchell | Cleveland Cavaliers |
| F/C  | Evan Mobley      | Cleveland Cavaliers |

| Pos. | Jugador            | Equipo             |
| ---- | ------------------ | ------------------ |
| F    | Zaccharie Risacher | Atlanta Hawks      |
| F/C  | Alex Sarr          | Washington Wizards |

| Pos. | Jugador           | Equipo            |
| ---- | ----------------- | ----------------- |
| G    | Chris Paul        | San Antonio Spurs |
| C    | Victor Wembanyama | San Antonio Spurs |

| Pos. | Jugador        | Equipo                |
| ---- | -------------- | --------------------- |
| F    | Draymond Green | Golden State Warriors |
| G    | Moses Moody    | Golden State Warriors |